# کار دنیا به کجا رسیده؟
کار دنیا به کجا رسیده؟ (به انگلیسی: What's the World Coming To?) یک فیلم کمدی صامت آمریکایی است که در سال ۱۹۲۶ منتشر شد. از بازیگران آن می‌توان به کلاید کوک، مارتا اسلیپر، استن لورل و جیمز فینلیسون اشاره کرد. عنوان اولیه و آزمایشی این فیلم آینده خشمگین بود. نسخهٔ قدیمی این فیلم در سال ۲۰۱۵ ترمیم و بازسازی شد.